# Feketefenyő
A feketefenyő (Pinus nigra) a tűnyalábos fenyő nemzetségbe tartozó, örökzöld fenyőfaj. Nevét tűinek szokatlanul sötét színéről kapta.

## Származása, elterjedése

Az egyes alfajok elterjedési területe:
lila — Pinus nigra ssp. salzmannii
kék — Pinus nigra ssp. laricio
zöld — Pinus nigra ssp. nigra
piros — Pinus nigra ssp. dalmatica
sárga — Pinus nigra ssp. pallasiana

Nemzetségének többi tagjához hasonlóan az északi flórabirodalomban honos. A mediterrán és kontinentális éghajlatú hegyvidékekre jellemző. Őshazája Kis-Ázsia és Délkelet-Európa, de mára a közép- és dél-európai mészkőhegységek száraz lejtőinek fontos erdőalkotó fájává vált. Elterjedési területe több kisebb-nagyobb, szigetszerű foltból áll, leginkább a Balkán-félsziget nyugati részén (az Illiricum flóratartományban) összefüggő. A mérsékelt övi lomberdős tájakon főleg a kiemelkedő szirteken, meredek lejtőkön, kopárokon jelenik meg.
A Domogled-hegységben (Déli-Kárpátok, Herkulesfürdő környéke) őshonos, Magyarország határain belül viszont nem. Hazánkban a 19. század végén kezdték telepíteni P. nigra var. austriaca változatát kísérleti jelleggel, elsősorban a talaj védelmére (a kopár hegyoldalak eróziójának megakadályozására és a meszes homoktalajok megkötésére). Mivel várakozáson felül beváltotta a reményeket, egyre inkább ültették fájáért is, eleinte csak a dolomitkopárok erdősítésére, majd az alföldi homokra is. A telepítés két nagy hulláma az 1950-es és az  1970-es években volt. Nagy, elegyetlen, tájidegen erdői számos ökológiai és természetvédelmi problémát okoznak.

## Megjelenése, felépítése
Iker-edénynyalábos (diploxylon) kéttűs fenyőfaj.
Szabálytalan, robusztus termetű fenyő – mintegy 30 méter magasra nőhet meg. Koronája fiatalon kúpos, később ernyőszerűen kiszélesedik. Egyenes, hengeres törzse már alacsonyan elágazik. Sötét szürkésbarna kérge fiatalon sima (Józsa), az idősebb fáké mélyen repedezett, lemezesen pikkelyes. Új hajtásai sárgásan pikkelyesek, de már a fiatal ágak is feketésbarnák, durván pikkelyesek.
Merev, kemény, sötétzöld (csaknem fekete), 10–15 cm hosszú tűi párosával állnak a törpehajtásokon. Az igen erőteljes,  merev levelek csúcsa hegyes, a szélük fogas. A friss hajtásokon egyenesek, később meggörbülnek. Keresztmetszetük lapos, félkör alakú. A két levél tövét közös hártyás burok öleli. Rügyei gyantásak. Sárga porzós virágai csoportosan veszik körül az új hajtásokat. A termős virágok pirosak.
„Nagy rózsatoboznak” is nevezett, 6–8 cm-es tobozai rövid kocsányon nőnek a tárgyévi hajtások tövénél, ahol oldalt állnak vagy lecsüngenek. Az alapjuk domború, feljebb a pikkelypajzsok éleltek. A pajzs rombusz alakú, kiemelkedő, okkersárga, a keresztorom élesen kiemelkedik, a köldök jól látható, barna, általában nem szúrós. A tobozok az első évben zöldek, a másodikban szürkésbarnára érnek. Magjai tojásdadok, szürkék.

## Életmódja
Szinte bármilyen talajon megél, ezért előfordulhat mészkőhegyeken is – mi több, fenyőknél ritka módon inkább a meszes talajt kedveli. Nemcsak a sok esőt tűri jól, de a szárazságot is, de ennek megfelelően lassan nő. Az átültetést rosszul viseli; főleg az idősebb példányok sínylik meg, ha a gyökereik megsérülnek.
Erősen fényigényes, a direkt napfényt kedveli. Hőigénye közepes; fagytűrő. Magról jól szaporítható. Korán felkopaszodik.
Alkalmas a futóhomok, a kopárok és a városok fásítására is – a szennyezett levegőt a legtöbb fenyőnél jobban viseli. Telepíteni körültekintően kell, mert hajlamos arra, hogy agresszíven terjeszkedve kiszorítsa a természetes életközösségeket.
A tűlevelek 4–8 évig élnek, és a törpehajtással együtt hullanak le.
Nagy, barna tobozai két év alatt érnek be.
Természetes előfordulási területein állományai ligetes szerkezetűek, lombhullató fákkal (virágos kőris, keleti gyertyán, komlógyertyán stb.) elegyesek, cserje-, illetve gyepszintjük jól fejlett. Magyarországon telepített erdői túlságosan sűrűek (átlagosan 8–12 ezer tővel hektáronként) ahhoz, hogy abban más fajok is jól megélhessenek: a hazai feketefenyvesekben a névadó fafaj töveinek aránya 89,5%. Az eredeti vegetáció leépülésének eredményeként az állatközösségek is megfogyatkoznak.

## Alfajok, változatok

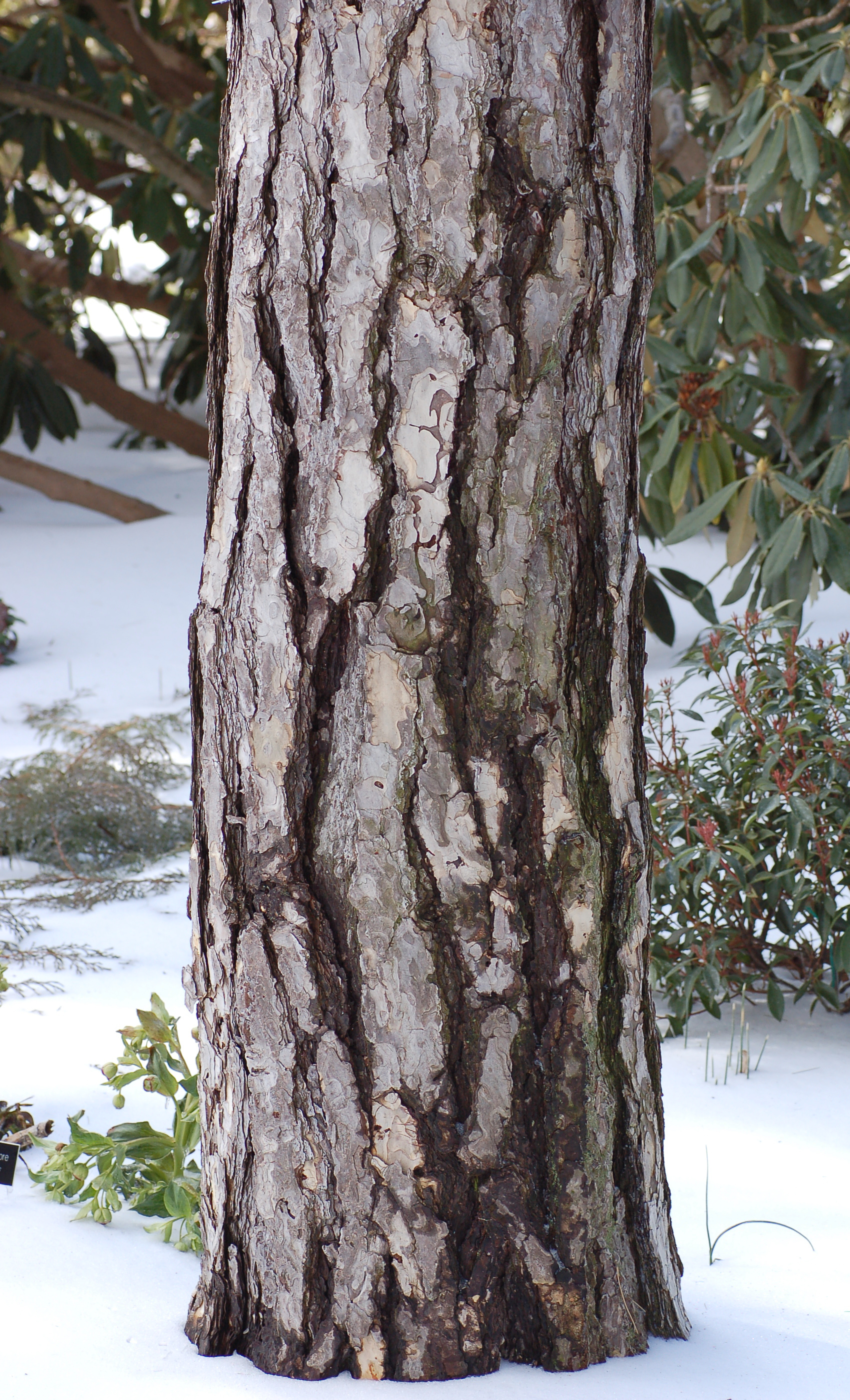
Törzse

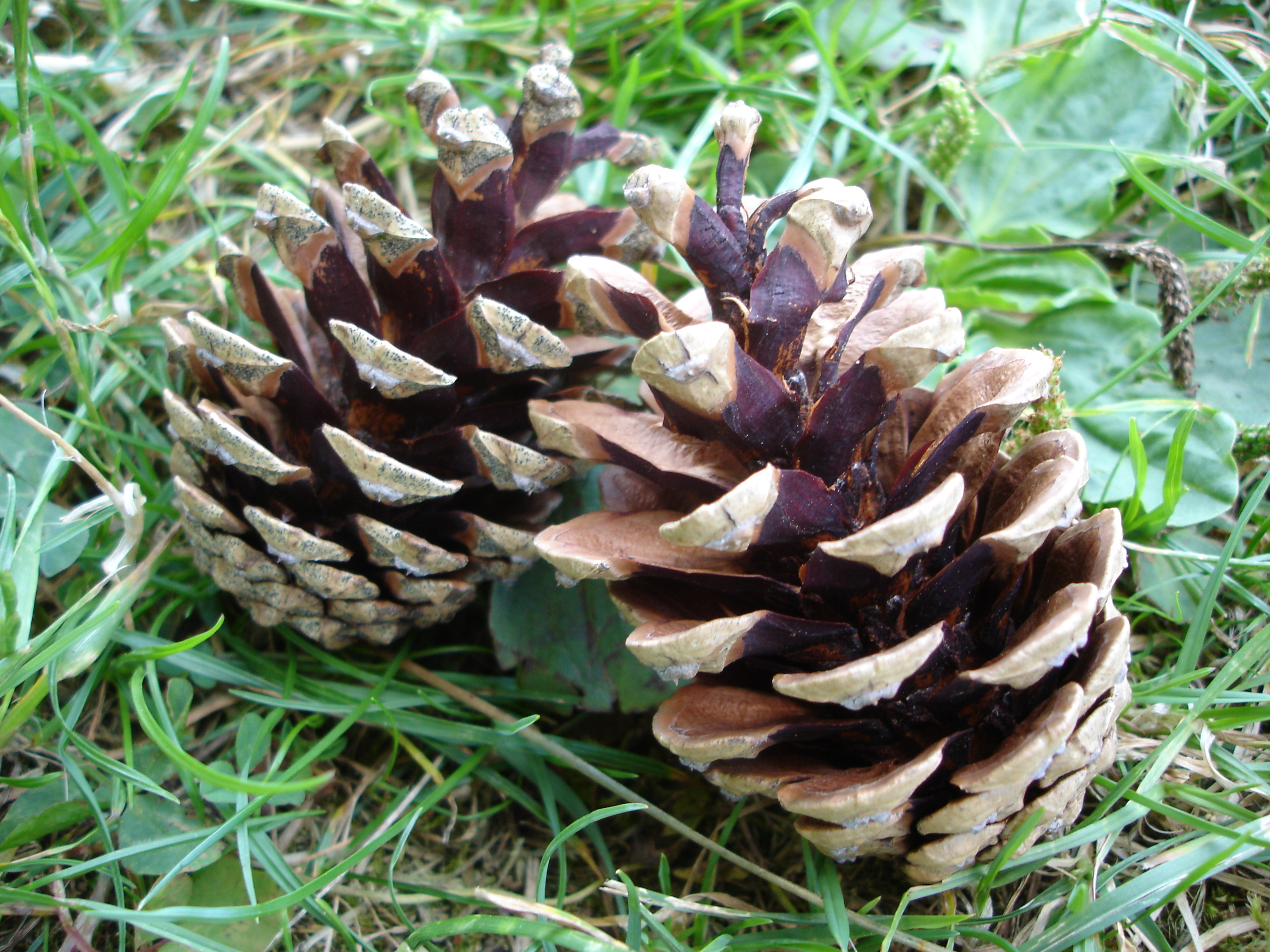
Érett tobozai

Változékony faj, a változatok kialakulását nagyban segíti, hogy előfordulásai izoláltak, szigetszerűek. Két alakkörét (nyugati és keleti)a különböző szerzők eltérően osztják alfajokra, illetve változatokra. A különböző jellegű termőhelyeken kifejlődött változatoknak nemcsak a megjelenése, de az életmódja is eltérő (Józsa).
A klasszikus felfogás szerint 5 változata volt:
- P. nigra var. nigra,
- P. nigra var. caramanica,
- P. nigra var. poiretiana,
- P. nigra var. maritima,
- P. nigra var. cebennensis.

A keleti és nyugati típusok eltérő tulajdonságain alapul a „két alfajos felfogás”:
- nyugati feketefenyők (P. nigra occidentalis), hat típussal,
- keleti feketefenyők (P. nigra orientalis), tíz típussal.

A legtöbb szerző négy – délnyugati, középdéli, közép-európai-balkáni és keleti – alfajra tagolja, és ezekben összesen 17 típust különböztet meg. A délnyugati és középdéli alfajok tűi – főleg a fiatalok – többé-kevésbé kunkorodva csavarodnak, vékonyabbak, világoszöld színűek, és bőrszövetük epidermisz alatti (belső) rétege vékony, alig 1–2 sejtsoros.
- A hosszú tűs (10–18 cm × 1–1,5 mm), délnyugat-európai alfaj, a cebenneszi feketefenyő (P. nigra subsp. salzmanni / P. nigra var. cebennensis) megjelenése „szubtrópusias”. Típusai a
  - cebenneszi (cebennensis),
  - pireneusi (pyrenaica),
  - spanyol (hispanica),
  - mauritániai (mauretanica).
- A déli alfaj, a korzikai feketefenyő (P. nigra subsp. laricio / P. nigra var. corsicana, var. calabrica, var. maritima) Korzikán, Calabriában és Szicíliában él. Tűi rövidebbek. Egyesek ide sorolják az Abruzzói-Appenninek barrea típusát is.

A közép-európai-balkáni és a keleti alfaj tűi rövidebbek, fiatalon kevésbé csavartak, vaskosabbak (8–17 cm × 1,5–1,8 mm). Bőrszövetük epidermisz alatti (belső) rétege vastagabb, 2–5 sejtsoros.
- Az első csoport a közönséges feketefenyőé (P. nigra subsp. nigra / P. nigra var. austriaca). Ennek tűi rövidebbek, toboza kisebb (5–8 cm-es). Ennek hat fő típusa:
  - osztrák (austriaca),
  - dalmát (dalmatica),
  - bosnyák (bosniaca),
  - bánsági (banatica),
  - bolgár (bulgarica),
  - görög (pindica).
- A második csoport a legkeletebbre jutó alfajé, a pontuszi feketefenyőé (P. nigra subsp. Pallasiana / P. nigra var. caramanica), ennek tűi az előbbiekénél hosszabbak, toboza nagyobb. Négy fő típusa:
  - tauriai (taurica),
  - bitűniai (caramanica),
  - pontuszi (pontica) és
  - krími (tatarica).

A dél-kárpáti, al-dunai típust olykor a keleti ághoz sorolják (subsp. pallasiana), máskor a szűkebb értelemben vett alaptípusba (P. nigra subsp. nigra) osztják.
A szakirodalomban subsp. croatica és subsp. dalmatica néven még két adriai, subsp. monspeliensis néven pedig egy nyugat-mediterrán feketefenyő alfajt is elkülönítenek.

## Felhasználása
Sárga, gyantás fáját az erdeifenyőhöz hasonló szerepkörben, bútorkészítésben, épületfának és cellulóz gyártására is használják, de nagy gyantatartalma és a nehezen feltisztuló törzs ággöcsös szerkezete miatt kevésbé értékes faanyag, mint a luc- vagy az erdeifenyő.
Díszfának is igen kedvelt. Magyarországon általában osztrák változatát (Pinus nigra var.austriaca) árusítják Pinus nigra néven.
Az utóbbi időben karácsonyfának is használják, mert megjelenése ugyan eltér a hagyományos karácsonyfákétól, de olcsó, és tűi a legszárazabb szobákban sem peregnek le. Illatos, a szobai klímát is jól bírja, de kiszáradt tűlevelei különösen szúrósak.